# Geranium palmatum
Espèce
Geranium palmatum, faussement appelé géranium des Canaries, est une espèce de plante à fleurs de la famille des Géraniacées, originaire de l'île de Madère. C'est une plante vivace formant des rosettes de 1,5 m de hauteur par 1 m de large. Elle possède des feuilles persistantes palmées et des fleurs roses de 4 cm de diamètre.
Ce géranium est rustique jusqu'à -10 °C. En culture, cette plante nécessite une situation abritée en plein soleil avec un peu d'ombre l'après-midi. Elle n'aime pas les sols lourds et humides, préférant un milieu léger et bien drainé.
L'espèce est sympatrique avec une autre espèce proche, également endémique de Madère : Le bien nommé Géranium de Madère.